# 泉耿介
泉 耿介（いずみ こうすけ、1944年 - ）は、日本の都市計画家。早稲田大学理工学総合研究センター客員研究員。埼玉大学、東京電機大学非常勤講師歴任。賃貸都市論を唱える。
特定非営利活動法人 日本都市計画家協会理事。社団法人日本都市計画学会評議員、社団法人都市計画コンサルタント協会企画委員。一級建築士、再開発プランナー。福岡県生まれ。

## 略歴
- 1966年、早稲田大学理工学部建築学科卒業
- 1969年、早稲田大学大学院理工学研究科修士課程修了
- 1972年、早稲田大学大学院博士課程都市計画専攻満期
- 1971年〜1979年、早稲田大学産業専門学校建築学科講師
- 1971年、株式会社都市環境計画研究所ECO創立、代表取締役
- 1995〜1998年、日本都市計画家協会常任理事

## 主な著作
- 「都市開発のフロンティア」共著 鹿島出版会（1990年）
- 「僕たちの街づくり作戦」共訳 都市文化社（1993年）
- 「まちづくりがわかる本 浦安のまちを読む」共著 彰国社、日本都市計画学会石川奨励賞（1999年）
- 「きみがいちばんひかるとき-中学道徳副読本一年」光村図書出版（2001年）
- 「プランナーの状況と課題」 (〔都市計画〕<特集>民間都市計画プランナー論、日本都市計画学会 編 1977年12月号
- 「今後の日本都市計画学会に何を望むか」 (〔都市計画〕100号記念特集号)日本都市計画学会 編 1978年3月号
- 「座談会 共同体,都市,そして浮遊する郊外」 (〔都市計画〕特集/ 日本都市計画学会 編 1997年7月号

## 実績
- なゆた浜北（1988〜2003年）静岡県浜北市駅前市街地再開発事業, 中部建築賞受賞
- フラッツ・ローゼ（1985〜88年）静岡県浜松市, 国土庁 農住型土地利用転換計画による民間賃貸住宅プロジェクト賃貸都市第一号
- 建築基準法第52条における容積緩和制度に係る基礎調査委託 （平成15年 川崎市）
- 用途地域等見直し業務委託   (平成14〜15年 立川市）
- 西東京市公共施設適正配置計画   (平成14〜15年 西東京市）
- 都市計画区域の整備開発及び保全の方針策定業務委託 （平成14年 秋田県）
- 国立市都市計画マスタープラン資料作成委託 （平成13〜14年 国立市）
- 中心市街地活性化基本計画策定支援業務 （平成13年 大田区）
- 上尾市第４次総合計画策定業務委託 （平成10〜12年 上尾市）
- 秋田市都市計画マスタープラン （平成10〜12年 秋田市）
- 葛飾区都市計画マスタープラン （平成10〜12年 葛飾区）
- 阿見町 (茨城県稲敷郡) 都市計画マスタープラン たたき台 平成8年
- 鉾田町 (茨城県鹿島郡）都市計画マスタープラン策定
- 東町 （茨城県稲敷郡）都市計画マスタープラン策定